# Luis Sinisterra
Luis Fernando Sinisterra Lucumí (Santander de Quilichao, 17 juni 1999) is een Colombiaans voetballer die doorgaans speelt als linksbuiten. In juli 2024 verruilde hij Leeds United voor Bournemouth. Sinisterra maakte in 2019 zijn debuut in het Colombiaans voetbalelftal.

## Clubcarrière
Hij begon in zijn geboorteplaats bij Independiente Santander en ging op zijn negende naar Colo Colo Caloto. Via Boca Juniors de Cali kwam Sinisterra in de jeugd van Once Caldas en maakte ook bij die club zijn officiële debuut. Op 19 maart 2016 werd met 1–0 verloren van Deportivo Pasto en Sinisterra mocht in dit duel twaalf minuten voor het einde zijn entree maken. Zijn eerste officiële doelpunt volgde op 13 mei 2017, tijdens een 2–1 winst op Atlético Huila. Tijdens deze wedstrijd opende hij na zes minuten de score.
In de zomer van 2018 maakte Sinisterra de overstap naar Feyenoord, dat circa twee miljoen euro voor hem betaalde. In Rotterdam zette hij zijn handtekening onder een verbintenis voor de duur van drie seizoenen, met een optie op twee jaar extra. Eenmaal aangekomen in Rotterdam, sloot Sinisterra zich direct aan bij de selectie voor het trainingskamp in Zwitserland. Vervolgens vertrok hij voor enkele weken terug naar Colombia om alle papieren in orde te maken. De Colombiaan debuteerde voor Feyenoord op 12 augustus 2018 in de wedstrijd tegen De Graafschap (2–0 verlies) door tien minuten voor tijd Jens Toornstra te vervangen. In de rest van het seizoen kreeg hij van trainer Giovanni van Bronckhorst nog niet veel speeltijd; in de Eredivisie kreeg hij vier andere invalbeurten van maximaal zestien minuten.
In het seizoen 2019/20 werd Sinisterra door de nieuwe trainer Jaap Stam meer gebruikt. In kwalificatie voor de Europa League maakte hij zijn eerste doelpunt voor Feyenoord, tegen Dinamo Tbilisi. Ook Dick Advocaat, de opvolger van de ontslagen Stam, handhaafde hem in het elftal. Hij werd op alle posities in de aanval opgesteld. In februari 2020 raakte Sinisterra geblesseerd aan zijn kruisband, waardoor hij maandenlang moest toekijken. Negen maanden later werd de optie in zijn contract gelicht, waardoor hij kwam vast te liggen tot de zomer van 2023. Op 10 december 2020 maakte hij zijn rentree, in het Europa League-duel met Wolfsberger AC. In januari 2021 werd zijn contract verlengd tot 2024. In de tweede seizoenshelft scoorde hij vijfmaal, waaronder in de finale van de play-offs om Europees voetbal tegen FC Utrecht. Op 19 augustus 2021 maakte Sinisterra zijn eerste hattrick, tegen het Zweedse IF Elfsborg in de kwalificatiefase van de UEFA Europa Conference League. Na de verloren finale van de Conference League tegen AS Roma werd Sinisterra door de UEFA verkozen tot Talent van het Jaar en kreeg hij een plekje in het team van het toernooi. Daarnaast werd hij over alle competities gezien met drieëntwintig doelpunten ook clubtopscorer dat seizoen.
In juli 2022 verruilde Sinisterra Feyenoord voor Leeds United en hij tekende een contract voor vijf seizoenen. Met de overgang was  minimaal vijfentwintig miljoen euro gemoeid, wat door eventuele bonussen nog kon oplopen. Hiermee werd Sinisterra de hoogste uitgaande transfer voor Feyenoord. Dat record stond sinds 2006 op naam van Dirk Kuijt (achttien miljoen euro). In zijn eerste seizoen in Engeland degradeerde hij met Leeds naar het Championship. Hij bleef zelf op het hoogste niveau spelen, aangezien hij op de slotdag van de zomerse transferperiode op huurbasis naar Bournemouth verkaste. Aan het einde van het seizoen nam Bournemouth de vleugelspeler definitief over voor een bedrag van circa 23,4 miljoen euro. Sinisterra lag van oktober 2024 tot februari 2025 uit de roulatie door een hamstringblessure en raakte daarna in maart 2025 opnieuw geblesseerd.

## Clubstatistieken
| Seizoen | Club          | Competitie     | Competitie | Competitie | Beker | Beker | Internationaal | Internationaal | Nacompetitie | Nacompetitie | Totaal | Totaal |
| Seizoen | Club          | Competitie     | Wed.       | Dlp.       | Wed.  | Dlp.  | Wed.           | Dlp.           | Wed.         | Dlp.         | Wed.   | Dlp.   |
| ------- | ------------- | -------------- | ---------- | ---------- | ----- | ----- | -------------- | -------------- | ------------ | ------------ | ------ | ------ |
| 2016    | Once Caldas   | Primera A      | 2          | 0          | 0     | 0     | —              | —              | —            | —            | 2      | 0      |
| 2017    | Once Caldas   | Primera A      | 22         | 1          | 4     | 1     | —              | —              | —            | —            | 26     | 2      |
| 2018    | Once Caldas   | Primera A      | 19         | 4          | 0     | 0     | —              | —              | —            | —            | 19     | 4      |
| 2018/19 | Feyenoord     | Eredivisie     | 5          | 0          | 2     | 0     | 0              | 0              | —            | —            | 7      | 0      |
| 2019/20 | Feyenoord     | Eredivisie     | 21         | 5          | 3     | 0     | 8              | 2              | —            | —            | 32     | 7      |
| 2020/21 | Feyenoord     | Eredivisie     | 20         | 3          | 2     | 1     | 1              | 0              | 2            | 1            | 25     | 5      |
| 2021/22 | Feyenoord     | Eredivisie     | 30         | 12         | 1     | 0     | 18             | 11             | —            | —            | 49     | 23     |
| 2022/23 | Leeds United  | Premier League | 19         | 5          | 3     | 2     | —              | —              | —            | —            | 22     | 7      |
| 2023/24 | Leeds United  | Championship   | 2          | 1          | 2     | 0     | —              | —              | —            | —            | 4      | 1      |
| 2023/24 | → Bournemouth | Premier League | 20         | 2          | 3     | 1     | —              | —              | —            | —            | 23     | 3      |
| 2024/25 | Bournemouth   | Premier League | 12         | 1          | 2     | 0     | —              | —              | —            | —            | 14     | 1      |
| Totaal  | Totaal        | Totaal         | 172        | 34         | 22    | 5     | 27             | 13             | 2            | 1            | 223    | 53     |

Bijgewerkt op 24 juni 2025.

## Interlandcarrière
Sinisterra nam met Colombia deel aan het wereldkampioenschap voetbal onder 20 - 2019 waar hij twee doelpunten in vijf wedstrijden maakte voor de ploeg die in de kwartfinale werd uitgeschakeld. In oktober 2019 werd hij door bondscoach Carlos Queiroz voor het eerst geselecteerd voor het Colombiaans voetbalelftal. Zijn debuut maakte hij op 15 oktober 2019, toen met 3–0 verloren werd van Algerije door een doelpunt van Baghdad Bounedjah en twee van Riyad Mahrez. Sinisterra mocht in de rust invallen voor Yairo Moreno. De andere debutant dit duel was Andrés Ibargüen (Club América). Bijna twee jaar later, op 6 september 2021, volgde zijn basisdebuut, in het WK 2022-kwalificatieduel met Paraguay. Deze wedstrijd eindigde in 1–1, Sinisterra werd in de zevenenzestigste minuut gewisseld voor Luis Díaz.
Sinisterra werd in juni 2024 door bondscoach Néstor Lorenzo opgenomen in de Colombiaanse selectie voor de Copa América 2024. In de groepsfase werd gewonnen van Paraguay (2–1) en Costa Rica (3–0) en gelijkgespeeld tegen Brazilië (1–1). Daarna schakelde Colombia eerst Panama (5–0) en daarna Uruguay (0–1) uit, voor in de finale Argentinië met 1–0 te sterk was in de verlenging. Sinisterra speelde in drie wedstrijden mee. Zijn toenmalige clubgenoot Tyler Adams (Verenigde Staten) was ook actief op het toernooi.
| Interlands van Luis Sinisterra voor Colombia | Interlands van Luis Sinisterra voor Colombia | Interlands van Luis Sinisterra voor Colombia | Interlands van Luis Sinisterra voor Colombia | Interlands van Luis Sinisterra voor Colombia | Interlands van Luis Sinisterra voor Colombia |
| №                                            | Datum                                        | Wedstrijd                                    | Uitslag                                      | Competitie                                   | Goals                                        |
| Als speler bij Feyenoord                     | Als speler bij Feyenoord                     | Als speler bij Feyenoord                     | Als speler bij Feyenoord                     | Als speler bij Feyenoord                     | Als speler bij Feyenoord                     |
| -------------------------------------------- | -------------------------------------------- | -------------------------------------------- | -------------------------------------------- | -------------------------------------------- | -------------------------------------------- |
| 1                                            | 15 oktober 2019                              | Algerije – Colombia                          | 3 – 0                                        | Vriendschappelijk                            |                                              |
| 2                                            | 6 september 2021                             | Paraguay – Colombia                          | 1 – 1                                        | WK 2022 kwalificatie                         |                                              |
| 3                                            | 10 oktober 2021                              | Colombia – Brazilië                          | 0 – 0                                        | WK 2022 kwalificatie                         |                                              |
| 4                                            | 24 maart 2022                                | Colombia – Bolivia                           | 3 – 0                                        | WK 2022 kwalificatie                         |                                              |
| 5                                            | 29 maart 2022                                | Venezuela – Colombia                         | 0 – 1                                        | WK 2022 kwalificatie                         |                                              |
| Als speler bij Leeds United                  |                                              |                                              |                                              |                                              |                                              |
| 6                                            | 25 september 2022                            | Colombia – Guatemala                         | 4 – 1                                        | Vriendschappelijk                            | 57'                                          |
| 7                                            | 28 september 2022                            | Mexico – Colombia                            | 2 – 3                                        | Vriendschappelijk                            | 49', 52'                                     |
| Als speler bij Bournemouth                   |                                              |                                              |                                              |                                              |                                              |
| 8                                            | 7 september 2023                             | Colombia – Venezuela                         | 1 – 0                                        | WK 2026 kwalificatie                         |                                              |
| 9                                            | 12 september 2023                            | Chili – Colombia                             | 0 – 0                                        | WK 2026 kwalificatie                         |                                              |
| 10                                           | 12 oktober 2023                              | Colombia – Uruguay                           | 2 – 2                                        | WK 2026 kwalificatie                         |                                              |
| 11                                           | 16 november 2023                             | Colombia – Brazilië                          | 2 – 1                                        | WK 2026 kwalificatie                         |                                              |
| 12                                           | 8 juni 2024                                  | Verenigde Staten – Colombia                  | 1 – 5                                        | Vriendschappelijk                            | 88'                                          |
| 13                                           | 15 juni 2024                                 | Colombia – Bolivia                           | 3 – 0                                        | Vriendschappelijk                            |                                              |
| 14                                           | 2 juli 2024                                  | Brazilië – Colombia                          | 1 – 1                                        | Copa América 2024                            |                                              |
| 15                                           | 6 juli 2024                                  | Colombia – Panama                            | 5 – 0                                        | Copa América 2024                            |                                              |
| 16                                           | 10 juli 2024                                 | Uruguay – Colombia                           | 0 – 1                                        | Copa América 2024                            |                                              |
| 17                                           | 7 september 2024                             | Peru – Colombia                              | 1 – 1                                        | WK 2026 kwalificatie                         |                                              |
| 18                                           | 15 oktober 2024                              | Colombia – Chili                             | 4 – 0                                        | WK 2026 kwalificatie                         | 90+3'                                        |

Bijgewerkt op 24 juni 2025.

## Erelijst
| Johan Cruijff Schaal | 1 | 2018 |